# Eulechria
Eulechria is een geslacht van vlinders uit de familie van de sikkelmotten (Oecophoridae).

## Soorten
- E. abrithes (Turner, 1936)
- E. absona (Turner, 1917)
- E. aclina (Turner, 1932)
- E. acropenthes Turner, 1938
- P. acrotropa (Meyrick, 1884)
- E. achalinella Meyrick, 1884
- E. achlyopa Turner, 1936
- E. adoxella Meyrick, 1884
- E. albida Turner, 1896
- E. albipalpis Turner, 1939
- E. alopecistis Meyrick, 1889
- E. amaloptera Turner, 1936
- E. amaura Meyrick, 1884
- E. amauropis Turner, 1938
- E. amolgaea Turner, 1938
- E. amphidyas Meyrick, 1887
- E. amphileuca Lower, 1903
- E. amphisema Lower, 1907
- E. amydrodes Turner, 1937
- E. anadesma Meyrick, 1889
- E. anarcha Meyrick, 1889
- E. anomophanes Turner, 1927
- E. antygota Meyrick, 1914
- E. aphanospila Turner, 1916
- E. aphaura Meyrick, 1887
- E. aphaurophanes Turner, 1936
- E. araeoptera Turner, 1936
- E. argochroa Turner, 1936
- E. argolina (Meyrick, 1889)
- E. argotoxa Meyrick, 1889
- E. asthenospila Turner, 1936
- E. atmospila Turner, 1916
- P. auantis (Meyrick, 1889)
- E. autographa (Meyrick, 1902)
- E. autophyla Lower, 1900
- E. autophylla Meyrick, 1888
- E. axierasta Turner, 1916
- E. basipuncta Turner, 1938
- E. basisticha Turner, 1936
- E. basixantha Turner, 1938
- E. blosyrodes Turner, 1937
- E. botryospila Turner, 1938
- E. brachymita Turner, 1937
- E. brontomorpha Meyrick, 1884
- E. calothropha Meyrick, 1883
- E. callimeris Meyrick, 1887
- E. callisceptra Meyrick, 1887
- E. camelaea Meyrick, 1887
- E. canephora Meyrick, 1884
- E. cataplasta Meyrick, 1887
- E. celata Meyrick, 1913
- E. centridias Meyrick, 1920
- E. centroleuca Turner, 1938
- E. centrotona Meyrick, 1915
- E. cephalanthes Meyrick, 1887
- P. ceratina (Meyrick, 1884)
- E. ceratochroa Lower, 1920
- E. cerinata Meyrick, 1914
- E. chlorella Meyrick, 1883
- E. cholerodes Meyrick, 1887
- E. chorodoxa Meyrick, 1920
- E. chrysoloma Lower, 1893
- E. chrysomochla Turner, 1937
- E. cirrhopepla Turner, 1916
- E. cnecocrossa Turner, 1938
- E. colonialis Meyrick, 1936
- E. commoda Turner, 1936
- E. comorrhoa Turner, 1938
- E. concolor Turner, 1898
- E. consimilis Turner, 1936
- E. contentella (Walker, 1864)
- E. convictella Walker, 1864
- E. corsota Meyrick, 1914
- E. cosmosticha Turner, 1937
- E. cremnodes Meyrick, 1883
- E. cremnodisema Lower, 1897
- E. crypsipyrrha Turner, 1938
- E. cyclodesma Turner, 1938
- E. cyclophragma Meyrick, 1889
- E. cycnodes Meyrick, 1889
- E. cycnoptera Meyrick, 1887
- E. cyrtoloma Turner, 1936
- P. delicia (Turner, 1917)
- E. delospila Turner, 1916
- P. delosticta Turner, 1944
- E. delotis Meyrick, 1887
- E. delotypa Turner, 1936
- E. deltacostamela Lower, 1896
- P. diacrita Turner, 1917
- E. diagramma Meyrick, 1887
- E. diasticha Turner, 1937
- E. didymospila Turner, 1936
- E. difficilis Turner, 1939
- E. diploclethra Turner, 1916
- E. dochmotypa Turner, 1938
- E. dryocoetes Turner, 1939
- E. dryoterma Meyrick, 1920
- E. ductaria Meyrick, 1913
- E. dyscolleta Turner, 1937
- E. dysides Turner, 1938
- E. dysimera Turner, 1938
- E. dyspines Turner, 1936
- E. ebenospora Turner, 1938
- E. eborinella Snellen, 1901
- E. egregia Turner, 1937
- E. elaeota Meyrick, 1887
- E. elaphia Meyrick, 1884
- P. electrodes Meyrick, 1884
- E. emmeles Turner, 1939
- E. empheres Turner, 1938
- E. encratodes Meyrick, 1922
- E. ephalta Meyrick, 1915
- E. epicausta Meyrick, 1883
- E. epiconia Turner, 1936
- E. epichrista Turner, 1937
- E. episema Meyrick, 1883
- E. epixesta Meyrick, 1889
- E. eriopa Lower, 1900
- E. eriphila Meyrick, 1887
- E. euadelpha Lower, 1901
- P. eucrita Turner, 1917
- E. eucrypta Turner, 1916
- E. eurycneca Turner, 1937
- E. eurygramma Turner, 1915
- E. exanimis Meyrick, 1883
- E. feniseca Meyrick, 1915
- E. fervescens Turner, 1937
- E. filifera Turner, 1936
- E. fragilis Meyrick, 1914
- E. frigescens Meyrick, 1913
- E. fulvitincta Turner, 1938
- E. glaberrima Turner, 1936
- E. glaphyrota Meyrick, 1887
- E. gonosema Meyrick, 1887
- E. griseola Zeller, 1855
- E. gypsochroa Turner, 1937
- E. gypsomicta Turner, 1937
- E. gypsota Lower, 1893
- E. habrophanes Meyrick, 1883
- P. habrosema Turner, 1944
- E. haemopa Turner, 1938
- E. halmopeda Meyrick, 1887
- E. haplopepla Turner, 1938
- E. haplopolia Turner, 1938
- E. haplosticta Turner, 1938
- E. helictis Meyrick, 1889
- E. heliocoma Meyrick, 1887
- E. heliodora Meyrick, 1887
- E. hemiphanes Meyrick, 1883
- E. hermatopis Meyrick, 1922
- E. holodascia Turner, 1938
- E. holopsara Turner, 1937
- E. homochalca Meyrick, 1887
- E. homochra Turner, 1938
- E. homophanes Turner, 1937
- E. homospora Meyrick, 1913
- E. homoteles Meyrick, 1887
- E. homoxesta Meyrick, 1887
- E. hymenaea Meyrick, 1902
- E. hyperchlora Meyrick, 1887
- E. hypnotis Meyrick, 1889
- E. icmaea Meyrick, 1915
- E. ichneuta Meyrick, 1887
- E. increta Meyrick, 1931
- E. indecora Turner, 1938
- E. infestata Meyrick, 1914
- E. instructa Meyrick, 1920
- E. isopsepha Meyrick, 1913
- E. isotima Turner, 1938
- E. isozona (Lower, 1901)
- E. jugata Meyrick, 1914
- E. leptobela Meyrick, 1883
- E. leptochroma Turner, 1937
- E. leptogramma Turner, 1936
- E. leptopasta Turner, 1938
- E. leucocrossa Meyrick, 1889
- E. leucopelta Meyrick, 1883
- E. leucophanes Meyrick, 1884
- E. leucopis Lower, 1902
- E. leucostephana Turner, 1916
- E. limata Meyrick, 1914
- E. lissophanes Turner, 1938
- E. lissopolia (Turner, 1927)
- E. lithodora Lower, 1893
- E. litopis Turner, 1936
- E. machinosa Meyrick, 1913
- E. malacoptera Meyrick, 1887
- P. mechanica (Meyrick, 1889)
- E. mediolinea Turner, 1938
- E. megalophanes Turner, 1938
- E. megalospora Turner, 1936
- E. melanogramma Turner, 1916
- P. melanoploca Meyrick, 1884
- E. melesella Newman, 1855
- E. menodes Meyrick, 1887
- E. mesamydra Turner, 1937
- E. mesoscia Turner, 1936
- E. metabapta Meyrick, 1914
- E. metaleuca Turner, 1938
- E. micranepsia Turner, 1938
- P. microschema (Meyrick, 1884)
- E. mobilis Meyrick, 1915
- E. mochlastis Meyrick, 1887
- P. modesta Turner, 1944
- E. modica Turner, 1916
- E. monoda Lower, 1907
- E. monozona Meyrick, 1889
- E. mutabilis Turner, 1939
- E. nebritis Meyrick, 1914
- E. nepheloma Lower, 1899
- E. nephelopa Meyrick, 1883
- E. nephobola Turner, 1937
- E. niphobola Lower, 1920
- E. niphogramma Turner, 1916
- E. nomistis Meyrick, 1889
- E. notera Turner, 1938
- E. ochrocneca Turner, 1938
- E. ochromochla Turner, 1938
- E. ochrophaea Meyrick, 1883
- E. ochrophara Turner, 1938
- E. ochrosarca Turner, 1938
- E. oenoessa Turner, 1938
- E. ombrodes Lower, 1897
- E. ombrophora Meyrick, 1884
- E. omosema Meyrick, 1920
- E. omospila Turner, 1936
- P. ophiodes Meyrick, 1889
- E. optalea Meyrick, 1902
- E. orbitalis Meyrick, 1922
- E. orbitosa Meyrick, 1920
- P. orestera Turner, 1917
- P. orgiastis Meyrick, 1889
- E. pallidella Meyrick, 1883
- E. pantelella Meyrick, 1883
- E. paraleuca Lower, 1907
- E. paurogramma Meyrick, 1883
- E. pauromorpha Turner, 1936
- E. pediaula Turner, 1938
- E. peisteria Turner, 1937
- E. pelina Turner, 1938
- E. pelodora Meyrick, 1887
- P. pentamera Lower, 1893
- E. pentaspila Lower, 1900
- E. pentasticta Turner, 1936
- E. percna Turner, 1938
- E. perdita Meyrick, 1883
- E. phaeina Turner, 1896
- E. phaeochorda Turner, 1937
- E. phaeogramma Turner, 1936
- E. phaeomochla Turner, 1938
- E. phaeopepla Turner, 1938
- E. phaeopsamma Meyrick, 1913
- E. phaeosceptra Meyrick, 1887
- E. phaeostephes Meyrick, 1887
- E. philotherma Meyrick, 1883
- E. phoenissa Meyrick, 1902
- E. phoryntis Meyrick, 1902
- E. photinopis Lower, 1900
- E. physica Meyrick, 1920
- E. picimacula Turner, 1938
- E. pissina Turner, 1935
- E. pissograpta Turner, 1938
- E. pithanodes Meyrick, 1920
- E. plagiophaea Turner, 1939
- E. plagiosticha Turner, 1916
- E. platyphaea Turner, 1939
- E. platyrrhabda Turner, 1937
- E. plesiosticta Turner, 1938
- E. pleurocapna Turner, 1936
- E. plinthochroa Turner, 1938
- E. poecilella Meyrick, 1883
- E. polistes Lower, 1923
- E. polybalia Turner, 1938
- E. polymita Turner, 1937
- E. psarophanes Turner, 1916
- E. psathyropa Turner, 1927
- E. psichiodes Meyrick, 1914
- P. psilopla (Meyrick, 1884)
- E. pudica Lower, 1900
- E. puellaris Meyrick, 1883
- P. pulverea Meyrick, 1884
- E. punicea Turner, 1938
- E. pusilla Turner, 1936
- E. pycnographa Turner, 1916
- E. quaerenda Meyrick, 1920
- E. rhabdora Turner, 1937
- E. rhadinodes Turner, 1936
- E. rhodobapta Turner, 1938
- E. rhodoloma Lower, 1920
- E. rhymodes Meyrick, 1914
- E. roborata Meyrick, 1914
- E. salsicola Meyrick, 1914
- E. sciaphila Turner, 1927
- E. scioides Turner, 1937
- E. sciophanes Meyrick, 1884
- E. scotiodes Meyrick, 1902
- E. scythropa Meyrick, 1884
- E. schalidota Meyrick, 1887
- E. semelella Newman, 1855
- E. semidalis Turner, 1936
- E. semnostola Lower, 1901
- E. sericopa Lower, 1915
- P. sigmophora (Meyrick, 1884)
- E. spilophora Turner, 1937
- E. spilophracta Turner, 1938
- E. stadiota Meyrick, 1889
- E. stenodes Turner, 1936
- E. stenoptila Turner, 1917
- E. stephanota Turner, 1937
- E. stereospila Turner, 1938
- E. stichoptis Lower, 1915
- E. stigmatophora Turner, 1896
- E. stoechodes Turner, 1936
- E. stramenticia Turner, 1936
- E. styracista Meyrick, 1920
- E. suppletella Walker, 1864
- E. synaptospila Turner, 1938
- E. syncolla Turner, 1917
- E. synchroa Turner, 1916
- E. tacita Turner, 1927
- E. tanysticha Turner, 1937
- E. tephrochroa Turner, 1916
- E. tephropolia Turner, 1938
- E. tetraploa Turner, 1896
- E. tetratherma Lower, 1896
- E. textilis Meyrick, 1906
- E. themerodes Meyrick, 1902
- E. thetica Turner, 1916
- E. theticophara Turner, 1938
- E. thrincotis Meyrick, 1887
- E. timida Meyrick, 1914
- E. torvella Turner, 1938
- E. triferella Walker, 1864
- E. tropica Meyrick, 1887
- E. typicantha Meyrick, 1918
- E. tyrodes Turner, 1938
- E. umbrosa Meyrick, 1914
- E. vaporata Meyrick, 1914
- E. variegata Meyrick, 1883
- E. velata Meyrick, 1914
- E. vicina Turner, 1916
- E. viduata Meyrick, 1920
- E. virgata Turner, 1938
- E. xanthocephala Lower, 1893
- E. xanthocrossa Meyrick, 1887
- E. xanthophylla Turner, 1937
- E. xanthostephana Meyrick, 1887
- E. xipholeuca Lower, 1901
- E. xuthophylla Turner, 1937
- E. xuthoptila Turner, 1938
- E. xylopterella Meyrick, 1883
- E. zalodes Turner, 1938
- E. zemiodes Meyrick, 1902
- E. zophoessa Meyrick, 1883
- E. zophoptera Turner, 1938
- E. zoropa Turner, 1938